# Euglossa securigera
Euglossa securigera är en biart som beskrevs av Dressler 1982. Euglossa securigera ingår i släktet Euglossa, tribus orkidébin, och familjen långtungebin. Inga underarter finns listade.